# Jj n° 1
jj n° 1 är jj's debutsingel. Den släpptes digital och på 7" vinyl i mars 2009. Singelns första spår "My Life, My Swag" fick utmärkelsen Best New Music och betyget 8/10 av den Chicagobaserade internetpublikation Pitchfork Media.

## Låtar
1. My Life, My Swag - 3:25
2. My Swag, My Life - 4:07